# Kabinett Seidel II
Das Kabinett Seidel II bildete vom 9. Dezember 1958 bis zum 22. Januar 1960 die Staatsregierung  des Freistaates Bayern. Bei der Wahl zum vierten Bayerischen Landtag am 23. November 1958 wurde die seit Oktober 1957 bestehende Regierung unter Ministerpräsident Hanns Seidel (CSU) bestätigt und er führte die Koalition mit dem Gesamtdeutschen Block/Bund der Heimatvertriebenen und Entrechteten und der FDP fort. Die Regierung verfügte im neu gewählten Landtag über eine Mehrheit von 126 der insgesamt 204 Sitze. Hanns Seidel musste aus gesundheitlichen Gründen am 22. Januar 1960 zurücktreten, ihm folgte Hans Ehard, welcher bereits von 1946 bis 1954 Ministerpräsident war, mit dem Kabinett Ehard IV.
| Amt                                    | Name             | Partei | Staatssekretäre  |
| -------------------------------------- | ---------------- | ------ | ---------------- |
| Ministerpräsident                      | Hanns Seidel     | CSU    | –                |
| Stellvertreter des Ministerpräsidenten | Rudolf Eberhard  | CSU    | –                |
| Finanzen                               | Rudolf Eberhard  | CSU    | Franz Lippert    |
| Inneres                                | Alfons Goppel    | CSU    | Heinrich Junker  |
| Justiz                                 | Albrecht Haas    | FDP    | Josef Hartinger  |
| Wirtschaft und Verkehr                 | Otto Schedl      | CSU    | Willi Guthsmuths |
| Landwirtschaft und Forsten             | Alois Hundhammer | CSU    | Erich Simmel     |
| Unterricht und Kultus                  | Theodor Maunz    | CSU    | Fritz Staudinger |
| Arbeit und Soziale Fürsorge            | Walter Stain     | GB/BHE | Paul Strenkert   |